# Општина Молдовица (Сучава)
Молдовица (рум. Moldoviţa) општина је у Румунији у округу Сучава.
Oпштина се налази на надморској висини од 825 m.